# 36177 Tonysharon
36177 Tonysharon è un asteroide della fascia principale. Scoperto nel 1999, presenta un'orbita caratterizzata da un semiasse maggiore pari a 3,0823372 UA e da un'eccentricità di 0,0557640, inclinata di 8,58767° rispetto all'eclittica.